# Oligoryzomys destructor
El colilargo grande (Oligoryzomys destructor) es una especie de roedor de la familia Cricetidae.

## Distribución geográfica
Se encuentra en Bolivia, Colombia, Ecuador y Perú. 